# Chlidanotini
Los clidanotinos (Chlidanotini) son una tribu de lepidópteros ditrisios de la familia Tortricidae. Tiene los siguientes géneros.

## Géneros
| - Archimaga - Auratonota - Branchophantis - Caenognosis - Chlidanota - Daulocnema | - Electracma - Gnaphalostoma - Heppenerographa - Hynhamia - Iconostigma - Leurogyia | - Macrochlidia - Metrernis - Monortha - Picroxena - Pseudocomotis - Trymalitis - Utrivalva |

- Datos: Q8345473
- Especies: Chlidanotini